# Saint-Max
Saint-Max – miejscowość i gmina we Francji, w regionie Grand Est, w departamencie Meurthe i Mozela.
Według danych na rok 1990 gminę zamieszkiwało 11 075 osób, a gęstość zaludnienia wynosiła 5986 osób/km² (wśród 2335 gmin Lotaryngii Saint-Max plasuje się na 28. miejscu pod względem liczby ludności, natomiast pod względem powierzchni na miejscu 1232.).